# Klaus Quinkert
Klaus Quinkert (* 5. Dezember 1930 in Neukirchen-Vluyn; † 11. Februar 2018 in Krefeld-Hüls) war ein deutscher Fußballtrainer.

## Leben und Wirken
Quinkert spielte aktiv beim VfB Homberg und beim SV Neukirchen, bevor der Diplom-Sportlehrer sich der Trainertätigkeit verschrieb. Seine ersten Trainerstationen waren TuS Xanten, der Weseler SV, SC Kleve 63 und VfB Speldorf.
Ab 1967 war der sportliche Aufstieg des FC Bayer 05 Uerdingen (heute KFC Uerdingen 05) eng mit dem Namen Klaus Quinkert verbunden. Er holte bekannte Spieler wie Hans Sondermann, Horst Riege und Manfred Burgsmüller zur Bayer-Werkself. Nach der Verpflichtung des 19-jährigen Talents Friedhelm Funkel gelang Quinkert mit der Mannschaft in der Saison 1974/75 der erstmalige Aufstieg in die Fußball-Bundesliga. Dort belegte der Verein aber dann den letzten Tabellenplatz. Klaus Quinkert scheiterte 1978 mit Rot-Weiss Essen knapp am erneuten Aufstieg in die Bundesliga. Quinkert übernahm im April 1980 den Westfalen-Oberligisten SpVgg Erkenschwick, den er in der Saison 1979/80 souverän zur Meisterschaft und dem damit verbundenen Aufstieg in die 2. Bundesliga führte. In der Zweitligasaison 1980/81 folgte jedoch, auch bedingt durch die Einführung der eingleisigen zweiten Bundesliga, der Wiederabstieg. Klaus Quinkert übernahm daraufhin 1981 das Traineramt beim Verbandsligisten Viktoria Goch und führte den Verein 1982 zum Aufstieg in die Oberliga Nordrhein.
Mitte der 70er bis Anfang der 90er Jahre war er als Sportlehrer am Max-Planck-Gymnasium Duisburg tätig.